# Vittorio Ambrosio
Vittorio Ambrosio, italijanski general, * 28. julij 1879, † 19. november 1958.

## Življenjepis
V aprilu 1941 je bil Ambrosio imenovan za poveljnika 2. italijanske armade, ki je delovala v na območju premagane Jugoslavije; glavnina armade je bila v Sloveniji. Januarja 1942 je bil postavljen za načelnika generalštaba kopenske vojske in februarja prihodnje leto za načelnika vrhovnega štaba oboroženih sil. Pietro Badoglio ga je novembra 1943 imenoval za glavnega inšpektorja italijanske armade.
Bil je nasprotnik Mussolinija in je deloval proti njemu; prizadeval si je za izstop iz sil osi.